# 安然龍屬
安然龍屬（學名：Asylosaurus）意為「沒有受傷的蜥蜴」，是種基礎蜥腳形亞目恐龍，生存於三疊紀末期的英格蘭。
安然龍的化石是一些部分骨骼，在1836年由Henry Riley與Samuel Stutchbury歸類於槽齒龍。在1888到1890年間，奧塞內爾·查利斯·馬什（Othniel Charles Marsh）將這些化石帶到耶魯大學。在第二次世界大戰期間，槽齒龍的正模標本遭到轟炸，而安然龍的化石逃過一劫。在2007年，彼得·加爾東（Peter Galton）將這些化石建立為新屬，耶魯安然龍（A. yalensis）。
安然龍的正模標本（編號YPM 2195）發現於英格蘭布里斯托，年代為瑞替阶，包含：背椎、肋骨、腹肋、肩帶、肱骨、部分前肢、手掌，還有一些頸部、尾巴、骨盆、四肢的化石，可能與正模標本來自於同一個體。與同時代的槽齒龍、Pantydraco等同時代的基礎蜥腳形亞目相比，安然龍的肱骨構造較為不同。安然龍可能是雜食性或草食性動物，佔據與同時代近親不同的生態位。